# 诺基亚Lumia 900
諾基亞Lumia 900是由诺基亚开发，使用Windows Phone操作系统的智能手机。于2012年4月发布。Lumia 900拥有4.3英寸的“AMOLED”800×480分辨率电容式触摸屏，同时其机身为一体化设计，材料为聚碳酸酯，有黑色，青色和白色三种颜色可供选择。

## 主要特性
与Lumia 800相比，Lumia 900拥有更大的4.3英寸显示屏，电池容量大幅提高，支持第四代网络（4G LTE ），拥有前置摄像头，以及支持视频通话。然而却没有原配头戴式耳机和橡胶保护套。屏幕采用AMOLED材质，分辨率达到800*480.后置摄像头采用f/2.2的卡尔蔡司认证镜头，像素为800万，支持720p标清视频拍摄，是lumia系列的第二款旗舰机型。

## Windows Phone 8升级限制及抛售风波
由于硬件限制等诸多原因，微软宣布现有Windows Phone 7.5设备（包括Lumia 900）无法升级至Windows Phone 8，但可以升级至Windows Phone 7.8作为补偿。基于这个情况，与此同时，许多Windows Phone 7.5用户，尤其是Lumia 900用户对微软此举十分不满。网络上也有一段视频流传，借希特勒表达了Lumia 900用户的愤怒。

## 外部連結
- - Nokia HongKong 官方網站（页面存档备份，存于）
- - Nokia Gobal Wide 官方網站（页面存档备份，存于）